# Notophthiracarus paratubulus
Notophthiracarus paratubulus är en kvalsterart som först beskrevs av Wojciech Niedbała 1991.  Notophthiracarus paratubulus ingår i släktet Notophthiracarus och familjen Phthiracaridae. Inga underarter finns listade i Catalogue of Life.